# Dendropsophus walfordi
Dendropsophus walfordi é uma espécie de anura da família Hylidae.
Pode ser encontrada nos seguintes países: Brasil e possivelmente em Bolívia.